# Les Besser
Les Besser (Leslie Besser, korábban Besser László) (Budapest, 1936. augusztus 27.) magyar származású amerikai villamosmérnök, a mikrohullámú technológia elismert szakértője, „a számítógéppel támogatott mikrohullámú tervezés atyja.”

## Élete, tanulmányai
Édesanyja, Besser Anna Székesfehérváron szűkös anyagi körülmények között nőtt fel, édességgyárban dolgozott, majd cselédként helyezkedett el a Hoffman családnál. Édesapja a felső-középosztályi zsidó származású Solt László, megismerkedésük idején a Nemzeti Bank területi kirendeltségének középvezetői alkalmazottja. Édesanyja terhessége idején, 1936-ban Budapestre költözött, és Kakas Mihálynál helyezkedett el házvezetőként. Ezt követően, már Budapesten született meg Besser László.
Lászlót a Feneketlen-tó mellett található, római katolikus Szent Imre-templomban keresztelték meg, és mivel édesanyja egyedül nevelte, az ő családnevét örökölte. Anna munkába állásakor Lászlót a Dancsa család fogadta be, ahol a későbbiekben nevelkedett. László hároméves kora körül a középosztálybeli Braun Józsefhez már együtt költöztek, akit később fogadott apjaként tisztelt. A 40-es évek politikai változásai miatt azonban édesanyjával el kellett költözniük, mivel Braun zsidó származása veszélyt jelenthetett a már-már iskoláskorú fiúra. A háborús éveket édesanyjával óvóhelyen vészelték át.
1954-ben végzett a 7. sz Gépipari Technikumban (későbbi nevén Kandó Kálmán Gépipari Technikum, ma az Óbudai Egyetem része).
A Coloradói Egyetemen villamosmérnöki és menedzsment témában szerzett alapdiplomát, ahol „Kiváló Mérnökhallgatói” elismerésben részesült. Mesterdiplomáját a Santa Clarai Egyetemen szerezte.

## Szakmai tevékenysége

### Mérnöki munkái
1966-tól 1970-ig a Hewlett-Packard Company munkatársa volt, ahol mikrohullámú vékonyréteg-eszközök fejlesztésén dolgozott, emellett mikrohullámú szórási pereméterekkel(en) kapcsolatos oktatást tartott. 1970-től a Fairchild mikrohullámú részlegén dolgozott, ahol a mikrohullámú áramkörök (különös tekintettel a mikrohullámú integrált áramkörökre, a kábeltelevízióval kapcsolatos eszközökre és az alacsony zajú GaAs FET-erősítőkre) tervezési munkáinak vezetője lett. 1972-től 1976-ig a Farinon Electric mikroáramkör-tervező és -fejlesztő részleg vezetője volt.
Alapítója volt a Compact Engineering cégnek, amely mikrohullámú fejlesztőknek kínált szoftvereket és szakképzést. A cég 1980-ban összeolvadt a Communication Satellite Corporationnel, és létrejött a Comsat General Integrated Systems (CGIS). Besser ekkor a Palo Alto Operations igazgatóhelyettese is volt, amely pozíciót 1982-ben hagyta ott, a CGIS-nél azonban tanácsadóként tovább tevékenykedett.
Mérnökként a mikrohullámú tervezés mellett a tervezést segítő szoftvermegoldások fejlesztésén is dolgozott, amelynek eredménye a SPEEDY, illetve a COMPACT, két mikrohullámú optimalizálószoftver. Utóbbi volt az első ilyen szoftver, amely piaci sikert aratott. Emellett több mint 70, számítógéppel segített tervezéssel kapcsolatos műszaki-tudományos közlemény szerzője, és két szakkönyv közreműködője. Nevéhez fűződik az első vékonyréteg-erősítő áramkör szabadalma, amelyet a kábeltelevíziós rendszerekben alkalmaztak.

### Szakképzés
Tervező- és fejlesztőmérnöki munkájával párhuzamosan már a kezdetektől fogva képzési tevékenységet is végzett például a Hewlett-Packerdnál, majd később saját vállalatával, a Compact Engineeringgel. 1976-tól mikrohullámú témájú kurzusokat indított az Kaliforniai Egyetemen. 1985-ben alapította a Besser Associates társaságot, amellyel a meglévő számítógépes lehetőségekkel kapcsolatos oktatási programot kínált fejlesztőmérnököknek. A szervezetet Besser 2004-ben eladta.
1986 és 1991 között fontos szerepet vállalt az RF EXPO képzési programjának alakításában. 1988-tól 1990-ig a Microwave Systems News (MSN) vezető szerkesztője volt.

### Tudományos közéleti szerepvállalás
Az American Hungarian Federation támogató tagja, az IEEE senior tagja, az IEEE Circuits and Systems Society San Franciscói-öböli területi társaságának elnöke, illetve a IEEE Microwave Theory and Techniques Society (MTT) elnöke.
A BME Pro Progressio Alapítványa Les Besser támogatásával évente ír ki pályázatot műegyetemi hallgatók és kutatók számára, mikrohullámú egységek és rendszerek átviteli tulajdonságainak vizsgálatával kapcsolatos munka támogatására.

## Díjai, kitüntetései
- Az IEEE örökös tagja
- Az IEEE MTT mikrohullámú alkalmazásokért járó díja (1983)
- Az IEEE RFTG életműdíja (1987)
- Az IEEE Third Centennial Medal díja (2000)
- Az IEEE Educational Activities Board díja az oktatási tevékenységéért (2006)
- Az IEEE MTT kiváló oktatóknak járó díja (2007)

## Művei

### Szakkönyvfejezetek
- Bernard M. Oliver. Microwave signal sources, Electronic Measurements and Instrumentation [archivált változat] (PDF), McGraw Hill (1971). ISBN 9780070139381. Hozzáférés ideje: 2019. július 8. [archiválás ideje: 2022. február 11.]
- Gupta, K. C.. Computer-aided design of microwave circuits. Artech (1981). ISBN 978-0-89006-105-3. OCLC 8764879

### Önéletrajzi könyv
- Hurdling to Freedom – A Hungarian's escape to America. Hozzáférés ideje: 2019. július 8.

### Szabadalom
- US3649925A - High frequency amplifier. Google Patents , 1970. július 20. (Hozzáférés: 2019. július 8.)